# Rutenbergia cirrata
Rutenbergia cirrata là một loài rêu trong họ Rutenbergiaceae. Loài này được Renauld & Cardot mô tả khoa học đầu tiên năm 1895.